# Ivana Dežić
Ivana Dežić (født 27. juli 1994 i Varaždin, Kroatien) er en kvindelig kroatisk håndboldspiller, der spiller for franske ESBF Besançon og Kroatiens kvindehåndboldlandshold.
Hun blev udtaget til landstræner Nenad Šoštarić' trup ved VM i kvindehåndbold 2021 i Spanien, hvor det kroatiske hold blev nummer 18.